# Sankt Bernhard, Hildburghausen
Sankt Bernhard là một đô thị ở huyện Hildburghausen, ở bang Thüringen, Đức. Đô thị này có diện tích 7,36 km², dân số thời điểm ngày 31 tháng 12 năm 2006 là 284 người.